# كوستارازيون (كاستوريا)
كوستارازيون (Κωσταράζιον) هي مدينة في كاستوريا في مقاطعة فوريا إلادا في اليونان.